# NGC 5615
NGC 5615 este o galaxie spirală situată în constelația Boarul. A fost descoperită în 1 martie 1851 de către William Parsons, 3rd Earl of Rosse⁠(d).